# Phanerolepida
Phanerolepida là một chi ốc biển thuộc họ Turbinidae.

## Các loài
- † Phanerolepida expansilabrum Kuroda, 1931
- † Phanerolepida rehderi MacNeil, 1960
- † Phanerolepida oregonensis Hickman, 1972
- Phanerolepida transenna (Watson, 1879)